# Ингарден, Роман
Роман Витольд Ингарден (5 февраля 1893, Краков — 14 июня 1970, Краков) — польский философ, представитель феноменологии.

## Биография
Изучал философию и математику во Львовском и Гёттингенском университетах. Защитил докторскую диссертацию в 1918 году у Эдмунда Гуссерля. В независимой Польше преподавал в гимназиях в Люблине, Варшаве и Торуни. Хабилитирован в 1924 году, после чего стал доцентом, а с 1933 года профессором Львовского университета, где и работал до гитлеровской оккупации Львова. В период оккупации (1941—1944) участвовал в тайном обучении и работал над своим главным произведением «Спор о существовании мира». В 1944 г. вернулся во Львовский университет, затем в 1945—1946 гг. профессор Университетa Николая Коперника (Торунь), позднее — Ягеллонского университета в Кракове (1946—1950 и 1956—1963).
Занимался главным образом эпистемологией, онтологией и эстетикой. Был также автором нескольких работ на тему аксиологии, философской антропологии и философии языка. Вначале писал преимущественно на немецком, во время Второй мировой войны перешёл на польский. Перевел на польский язык ряд философских трудов, в том числе «Критику чистого разума» Иммануила Канта.
Был членом Польской академии знаний (до 1951 года) и Польской академии наук.
Вёл переписку с Эдит Штайн, монахиней, позже причисленной к лику святых.

## Онтология и метафизика
Значительная часть исследовательской деятельности философа была посвящена вопросам онтологии, которую он трактует как априорное исследование, предметом которого является не то, что фактически существует, а то, что возможно. Онтологию он противопоставляет метафизике, которая стремится ответить на вопросы о том, что существует фактически.
Ингарден отклоняет трансцендентальный идеализм Гуссерля, понимаемый как учение, в соответствии с которым существование так называемого 'реального мира' зависит от сознания. Согласно Ингардену, проблема идеализма — реализма является метафизической, но к ней можно подойти онтологически, путём исследования возможных отношений между сознанием и миром. В работе «Спор о существовании мира» Ингарден стремится описать возможные способы бытия и их возможные соотношения.
Он делит онтологию на формальную, материальную и экзистенциальную онтологии, в соответствии с тремя аспектами, которые можно выделить у любого объекта (формальная структура, качественные характеристики и способ бытия). Категории формальной онтологии связаны с известным онтологическим различением объектов, процессов и отношений. В дополнение к ним Ингарден вслед за Гуссерлем различает категории материальной онтологии; они включают реальные пространственно-временные объекты и объекты высокого уровня, например, произведения искусства. Наконец, философ различает категории экзистенциальной онтологии, характеризующие способы бытия: зависимое — независимое существование, существование во времени — вне времени, обусловленное существование — необходимое существование и т. д.
Четыре высших экзистенциально-онтологических категории у Ингардена — это: абсолютное, реальное, идеальное и чисто интенциональное существование. Абсолютный (сверхвременный) способ бытия может быть приписан только бытию, подобному бытию Бога, которое не зависит от того, существует или существовало ли когда-нибудь что-либо ещё. Идеальный способ бытия — это вневременное существование, такое как существование чисел в платонизме. Реальный способ бытия — способ существования случайных пространственно-временных объектов, к которым реалист отнёс бы, например, деревья и скалы. Чисто интенциональный способ бытия присущ, например, вымышленным персонажам и другим объектам, которые своей природой и своим существованием обязаны актам сознания. Таким образом спор между идеализмом и реализмом может быть переформулирован в спор о том, присущ ли так называемому 'реальному миру' реальный или чисто интенциональный способ бытия.

## Эстетика
Роман Ингарден является представителем так называемой феноменологической эстетики. Он развивает идеи Гуссерля в сфере эстетики, обращаясь в своих трудах к разным видам искусства: литературе, архитектуре, живописи и т. д. В число главных тем, разрабатываемых Ингарденом в эстетике, входят идеи «схематизации» и «конкретизации», тема многослойности структуры произведения искусства, разработка понятий эстетического предмета и эстетического опыта.

### Эстетическое переживание и эстетический предмет
Для Ингардена эстетический предмет не тождественен материальному носителю произведения искусства. Чувственное наблюдение реального предмета (например, статуи) может быть отправной точкой в нашем эстетическом переживании, но реальность предмета отнюдь не является обязательной для этого переживания, в ходе которого мы и конституируем эстетический предмет. Значительную роль при этом конструировании играет такое качество человеческого сознания как интенциональность.
Эстетическое переживание — «сложный процесс, который имеет различные фазы и протекает своеобразно»:123. В некоторых случаях процесс эстетического переживания происходит не полностью: оно может оборваться, может начаться с середины в случаях уже сформированного предмета (повторное обращение к произведению искусства или наличие искусной подготовки). Процесс эстетического переживания включает в себя как активные, так и пассивные фазы (в смысле активности реципиента).
Основные фазы процесса эстетического переживания:
- 1) изменение направленности от практически-повседневной или научной точки зрения к эстетической.

В процессе наблюдения предмета нас поражают одно или несколько качеств, о которых у нас пока нет отчётливого представления, мы воспринимаем их пассивно. Эти качества вызывают в нас предварительную эмоцию, включающую в себя состояние возбуждения, стремление к обладанию захватившим нас качеством, а также момент удивления. Предварительная эмоция может включать в себя момент удовольствия, но Ингарден принципиально отмечает, что это удовольствие не является сущностной чертой эстетического переживания. Тем более, что эта эмоция полна динамичности-неудовлетворённости, так как мы ещё не обладаем осознанием качества, которое нас захватило.
- 2) непосредственные следствия проявления предварительной эмоции:
  - 1. торможение «нормального» процесса деятельности, ослабление или исчезновение актуальных переживаний окружающего реального мира;
  - 2. ликвидация или приглушение перспективы на будущее в процессе «повседневной жизни» и обособление эстетического переживания (но обособленность также не является его сущностной характеристикой, как и удовольствие);
  - 3. переход от направленности на существование фактов и реального мира к наглядно-данному общению с качественными образами.
- 3) наглядное улавливание (восприятие) качества, выделенного из его окружения.

В ходе этого восприятия качества мы наслаждаемся качеством, но в то же время у нас может проявиться чувство неудовлетворённости. Оно проявляется в одном из двух направлений: 1) стремление дополнить качество чем-то, либо 2) обнаружение новых деталей реального предмета, сочетаемых с воспринимаемым качеством. В любом случае эстетическое переживание продолжается или 1) как деятельность художника, или 2) как деятельность эстетического потребителя (но по сути — сотворца). Ингарден рассматривает второй случай, возвращаясь к варианту дополнения качества чем-то, и также выделяет здесь два возможных пути создания качественных ансамблей:
- приписывание воспринимаемому произведению искусства найденного в воображении дополнительного качества (хотя само произведение нам этого не предписывает). Мы улучшаем произведение искусства, так как «нами был создан эстетический предмет, качественное содержание которого является более богатым по сравнению с тем, какое возникает благодаря самому произведению»:136.
- дополнительное качество не согласуется с произведением искусства. Тогда создаются два эстетических предмета: «один — живо представляемый, обладающий полным (законченным) качественным ансамблем, второй — воспринятый на основе данных наблюдения, „недоделанный“, „безобразный“»:137. Возникает сложная эмоциональная ситуация, приводящая либо к диссонансу, либо к отрицанию произведения искусства как безобразного.

- 4) формирование устанавливаемых качеств:
  - в структуре категорий: создание субъекта свойств в соответствии с качествами данных в восприятии форм и свойств (пример — восприятие статуи Афины не как куска мрамора, а как фигуры женщины, причём определённой женщины). После создания субъекта свойств происходит прочувствование психических состояний этого субъекта (Ингарден использует термин «вчувствование», предложенный Т. Липпсом), потом — общение с созданным лицом и его состоянием. Эти акты совместной эмоциональной жизни — первая форма эмоционального ответа эстетически переживающего субъекта на созданный эстетический предмет.
  - в структуре качественного ансамбля: полученная нами множественность качеств сочетается в одно целое, что означает:
    - каждое из качеств влияет на остальные;
    - происходит утрата качествами их независимости в свете принадлежности к целому;
    - появление нового, надстроенного качества, основанного на взаимном видоизменении качеств — «качества ансамбля» (образ);
    - расчленение качеств ансамбля на группы и выделение высшего качества — образование «структуры» ансамбля качеств.

«Качественный ансамбль, и в особенности его качество, является… необходимым принципом создания и существования эстетического предмета»:144. Образование качественного ансамбля является окончанием процесса построения эстетического предмета.
- 5) созерцание сформированного качественного ансамбля эстетического предмета и признание ценности этого эстетического предмета (вторая форма эмоционального ответа).

Ингарден делает важное замечание о том, что вынесение суждений об эстетическом предмете (или о произведении искусства) — акт интеллектуальный, происходящий уже после эстетического переживания. Но эстетическое переживание, являющееся формой эстетического опыта, может послужить основой для суждения и образования некоего знания, хотя само непосредственно его дать не может.

### Многослойная структура произведения искусства
Ещё одной особенностью эстетики Романа Ингардена является тема многослойной структуры некоторых типов произведений искусства. Это относится к рассмотрению им литературных произведений, произведений архитектуры и живописи.
Литературные произведения имеют двухмерную структуру, включающую два измерения: 1) горизонтальное — определённую последовательность фаз в развёртывании текста при чтении в реальном времени и 2) вертикальное, которое структурирует идеальное пространство произведения и включает четыре слоя:
- языково-звуковой слой — звучание текста, предполагающее ритм и интонацию;
- смысловой слой — смысловое содержание (слов, предложений, текста в целом);
- предметный слой — предметное изображение героев, событий, мира произведения;
- слой видов — конкретных образов, навязанных текстом и актуализируемых при чтении текста, которые возникают в нашем сознании в виде зрительных образов.

Феномены архитектуры имеют два слоя:
- форма трёхмерного геометрического тела;
- слой видов — он собирается из различных точек осмотра произведения архитектуры, дающих вместе представление о целостном произведении.

Произведения живописи Ингарден делит на три группы — «трёхслойные», «двухслойные» и «однослойные» картины. «Трёхслойные» картины — это чаще всего картины на литературную или историческую темы, или картины, изображающие какую-либо жизненную ситуацию. Она включает в себя:
- сюжетный слой — характеры персонажей, их отношения;
- предметный слой;
- слой цветовых соотношений.

«Двухслойные» картины содержат только второй и третий слои (предметный и цветовой); по жанру это пейзажи и натюрморты. К «однослойным» относятся беспредметные или абстрактные картины, они содержат только третий, цветовой, слой.
В заслугу Ингардену можно небезосновательно поставить тот факт, что многообразие художественных видов и жанров он объясняет «не особенностями расположения произведения в пространстве и времени, то есть не характеристиками материального носителя интенциональной предметности (артефакта), а вариациями содержания и структуры самого эстетического предмета»:616.

### Схематичность и конкретизация
Понятия схематичности и конкретизации являются одними из основополагающих в эстетике Ингардена. Схематичность — это неполная определённость во всех слоях литературного произведения (понятие схематичности применяется Ингарденом прежде всего к произведениям литературы). Она проистекает из двух источников:
1. «существенной диспропорции между языковыми средствами изображения и тем, что должно быть изображено в произведении»;
2. «условий эстетического восприятия произведения художественной литературы»[2]:46.

Схематичность побуждает читателя к процессу конкретизации — дополнения и изменения текста читателем в процессе чтения. Конкретизация «является результатом взаимодействия двух различных факторов: самого произведения и читателя, в особенности творческой, воссоздающей деятельности последнего, которая проявляется в процессе чтения»:73. Конкретизировать можно не только литературное произведение, но, к примеру, и архитектурное. Конкретизаций какого-либо одного произведения искусства (по сути — сконструированных эстетических предметов) может быть много, каждый воспринимающий создаёт свою собственную конкретизацию.
Конкретизация в процессе восприятия произведения по сути является актом сотворчества. Эта концепция получила своё дальнейшее развитие в герменевтике Х.-Г. Гадамера и в рецептивной эстетике (Х. Яусс, В. Изер):613.

## Труды
- Ingarden R. Intuition und Intellekt bei Henri Bergson. — Halle: Max Niemeyer, 1921.
- Ingarden R. Essentiale Fragen. Ein Beitrag zum Problem des Wesens. — Halle: Max Niemeyer, 1925.
- Ingarden R. Bemerkungen zum Problem Idealismus-Realismus // Jahrbuch für Philosophie und Phänomenologische Forschung. — Halle, 1929. — С. 159—190.
- Ingarden R. Das literarische Kunstwerk. Eine Untersuchung aus dem Grenzgebiet der Ontologie, Logik und Literaturwissenschaft. — Halle: Max Niemeyer, 1931.
- Ingarden R. O poznawaniu dzieła literackiego. — Lvóv, 1937.
- Ingarden R. O budowie obrazu. Szkic z teorii sztuki // Rozprawy Wydziału Filozoficznego PAU. — Kraków, 1946. — Т. LXVII, № 2.
- Ingarden R. O dziele architektury // Nauka i Sztuka. — 1946. — № 1, 2.
- Ingarden R. Spór o istnienie śwaita. — Kraków, 1947, 1948. — Т. I, II.
- Ingarden R. Szkice z filozofii literatury. — Łódź, 1947.
- Ingarden R. Elementy dzieła muzycznego // Sprawozdania Towarzystwa Naukowego w Toruniu. — Warszawa, 1955. — № 1—4.
- Ingarden R. Studia z estetyki. — Warszawa, 1957, 1958. — Т. I, II.
- Ingarden R. O dziele literackim. — Warszawa, 1960.
- Ingarden R. Untersuchungen zur Ontologie der Kunst: Musikwerk. Bild. Architektur. Film. — Tübingen: Max Niemeyer, 1962.
- Ingarden R. Der Streit um die Existenz der Welt. — Tübingen: Max Niemeyer, 1964. — Т. I, II/I, II/2.
- Ingarden R. Przeżycie — dzieło — wartość. — Kraków, 1966.
- Ingarden R. Vom Erkennen des literarischen Kunstwerks. — Tübingen: Max Niemeyer, 1968.
- Ingarden R. Erlebnis, Kunstwerk und Wert. Vorträge zur Ästhetik 1937–1967. — Tübingen: Max Niemeyer, 1969.
- Ingarden R. Über die Verantwortung. Ihre ontischen Fundamente. — Stuttgart: Reclam, 1970.
- Ingarden R. Studia z estetyki. — Warszawa, 1970. — Т. III.
- Ingarden R. U podstaw teorii poznania. — Warszawa, 1971.
- Ingarden R. Książeczka o człowieku. — Kraków: Wydawnictwo Literackie, 1972.
- Ingarden R. Über die kausale Struktur der realen Welt. Der Streit um die Existenz der Welt, Band III. — Tübingen: Max Niemeyer, 1974.

### В переводе на русский язык
- Роман Ингарден. Исследования по эстетике. — Москва: Издательство иностранной литературы, 1962. — 572 с.
- Роман Ингарден. Очерки по философии литературы. — Благовещенск: Благовещенский гуманитарный колледж им. И. А. Бодуэна де Куртенэ, 1999. — 184 с. — (Корпус гуманитарных дисциплин). — ISBN 5-80157-158-2.
- Роман Ингарден. Введение в феноменологию Эдмунда Гуссерля / Пер. А. Денежкина, В. Куренного. — М.: Дом интеллектуальной книги, 1999. — ISBN 5-7333-0214-3.
- Роман Ингарден. Книжечка о человеке = Książeczka o człowieku / [Сост., пер. и вступ. ст. Е. С. Твердисловой]. — М.: Изд-во Московского университета (МГУ), 2010. — 205, [2] с. — (Книга мысли). — ISBN 978-5-211-05922-1.